# 西巴擂
西巴擂，又稱西巴魯威，是台灣達悟族傳說中的一名人物，曾多次跟自己的侄子比賽，卻都在侄子的計策下慘死，並且被他們復活。

## 傳說
西巴擂出生在今天的紅頭部落，個性單純、貪吃、愛玩也很不服輸、經常逞強跟兩個侄子比賽或做危險的事情，也造成了他多次死亡與復活的經歷。

### 比賽
西巴擂跟侄子們進行過的比賽有：
| 比賽項目                 | 侄子對策                                                           | 西巴擂死法                 | 復活方法                                                                           |
| ------------------------ | ------------------------------------------------------------------ | -------------------------- | ---------------------------------------------------------------------------------- |
| 誰先河乾溪裡的水。       | 在比賽開始後，弟弟去水源處把他們要喝水堵住，讓水全往西巴擂的流去。 | 喝太多水導致肚子爆炸。     | 侄子找來他的幾根骨頭，放在alilin（放小米的獨立茅草屋）裡並唸咒，第三天他便復活了。 |
| 接住從山上滾下來的巨石。 | 故意躲開石頭不去接，直到石頭停下來之後再拿起來假裝接住。           | 被石頭砸爛身體而死。       | 把屍體放在alilin裡並唸咒，第三天他便復活了。                                       |
| 在礁石上跳舞。           | 侄子偷偷在礁石上放一個板子，避免腳受傷。                           | 被尖銳的石頭割破身體而死。 | 侄子把他的屍體蒐集起來，唸咒語，第三天他便復活了。                                 |

### 分豬肉
西巴擂最後一次復活經歷是在侄子造船後的下水典禮上，負責分豬肉的他故意給自己多一點，侄子發現了便先騙他去上廁所，並趁機把他的籮筐裡大部分的豬肉換成石頭，只在最上面鋪一層，並且騙他回家後一口氣把豬肉全放進鍋裡煮會更好吃，信以為真的西巴擂叫太太一口氣把「肉」都倒進裝滿滾水的陶鍋中，結果鍋子破了、湧出來的水還把他的家沖走，他自己也被沖進水溝裡死去，侄子知道後連忙找回他的屍體放進小米倉並再度唸咒，三天後他便又復活了。

### 偷吃
在兩個姪子都成家立業後的某一天，西巴擂拿著魚叉去捕魚，收獲相當多，但他並沒有立刻回家，而是躲進草叢裡把大魚吃掉，只帶著小魚回去，並向妻子謊報當天的魚獲不好，但他先前扛魚的樣子被其他族人看到了，就先回去通知他的妻子，他的妻子向他提起族人說的話時，只能緊張地否認，下次他出去捕魚時，他的妻子跟在後面，果然看到他在捕完魚後走進草叢裡偷吃的樣子，妻子這時故意發出奇怪的聲音，嚇得他丟下魚跑回家，並且謊報自己被人恐嚇而沒能捕到魚，結果被妻子當面揭穿並痛罵，他才連忙道歉，再也不敢偷吃了。